# Philippe Esnault
Pour les articles homonymes, voir Esnault.
Philippe Esnault est un homme de radio, historien du cinéma, cinéaste et écrivain, né le 1er octobre 1930 à Alençon (Orne), mort le 30 août 2008 à Perpignan.

## Biographie
Diplômé de l'IDHEC en 1955, secrétaire d'Abel Gance, il fut chargé de recherches et de cours puis professeur d'histoire du cinéma à l'IDHEC jusqu’en 1968.
De 1960 à 1975, il fut animateur culturel de cinéma : FFCC ; Union française des œuvres laïques pour l’éducation par l'image et le son (UFOLEIS).
Producteur à France Culture dès 1962, on lui doit des émissions : Connaître le cinéma, Cinémagazine, des séries : Le Monde insolite, Salle de rédaction, À voix nue…

### Un fonds d'archives du cinéma français
Il est également à l'origine de la création d'un fonds unique, « Mémoire du cinéma français », groupant plus de 700 heures de témoignages d’anciens professionnels (son, image, montage). Constitué depuis 1955 à partir d'archives et de souvenirs de professionnels du cinéma français de nature diverse — manuscrits, photos, enregistrements sonores et visuels —, ce fonds tient en deux collections : « Les archives sonores du cinéma français » (l'ASCF ; Radio France et INA), et « L’Image et la Mémoire », association fondée en 1979 par Ph. Esnault, Jean-Paul Le Chanois, Jean-Michel Arnold, regroupant environ 300 heures d’enregistrements vidéo et de montages. L’ensemble a été déposé à la BNF, département audiovisuel.
Outre les brochures et les nombreux articles dans la presse cinéphilique sur, principalement, l’histoire du cinéma français méconnu, Philippe Esnault a publié une Chronologie du cinéma mondial (Les Grands Films classiques, 1962 ), La Règle du jeu (L'Avant-scène, 1965 ; établissement et commentaire du découpage du film), Le Temps des cerises (Actes Sud, 1996 ; souvenirs dialogués de Jean-Paul Le Chanois), Cinéma sans étoile (éd. Brigitte Berg, 1999 ; souvenirs dialogués d’Henri Calef).
Producteur auteur-réalisateur des Marges du fleuve (Vidéothèque de Paris - CNRS Audiovisuel, 1988) sur les bouquinistes des quais de la Seine, il travaillait aussi à un essai documentaire long métrage sur Marcel Proust.
Il venait d’achever, quelques semaines avant sa mort, la rédaction de deux ouvrages, l'un sur André Antoine, l'autre, complémentaire, sur le Cinéma du peuple.

### Antoine cinéaste
La publication d’Antoine cinéaste (L'Âge d'Homme, « Écrits sur le cinéma », Paris, 2011) devait coïncider avec la célébration du 150e anniversaire de la naissance (31 janvier 1858) du créateur du Théâtre-Libre et du Théâtre Antoine, qui fut aussi l’un des directeurs mémorables de l’Odéon durant huit années.
Cette dernière publication clôt une longue recherche (commencée en 1956 par Ph. Esnault) pour retrouver, restaurer et faire connaître l’œuvre cinématographique d’Antoine, aussi considérable que méconnue jusqu’à la révélation, en 1984, d’un inédit enfin reconstitué, L'Hirondelle et la Mésange. Ce film, souvent montré depuis dans des rétrospectives en France (cinémathèques, festivals, musée d’Orsay en 1990, Grande Halle de La Villette, etc.), et à l’étranger (Belgique, Italie notamment), puis sur le petit écran en divers pays, a suscité un intérêt grandissant auprès du public des cinéphiles et des commentaires multiples dans la presse internationale, anglo-saxonne en tête.
Philippe Esnault y conte sa découverte de ce « jeune » cinéaste et de celle, progressive et constamment surprenante, de son œuvre, le travail accompli pour sa reconnaissance, les critiques et témoignages de l’époque. L’analyse sobre, incisive de ses films, de la lente mutation de l’homme de théâtre au cinéaste jusqu’à l’éclosion, ancrée dans la tourmente de la Première Guerre mondiale puis de l’entre-deux-guerres, donne à ce personnage et surtout à son parcours un éclairage inédit qui ne devrait pas manquer d’intéresser notamment les cinéphiles de tous pays.
Philippe Esnault est allé plusieurs fois en Italie (Rome, Bologne, Ferrare, Brindisi) pour animer des Rencontres concernant Antoine ; telle la rétrospective « Antoine et le réalisme français » lors des Journées du cinéma muet en 2005 à Pordenone-Sacile, qui connut un vif succès.

### Le Cinéma du Peuple
« L'année 1913 voit en France la création du Cinéma du Peuple par un groupe d’anarchistes et divers socialistes conscients des pouvoirs du cinéma, révoltés par l’usage qu’on en fait et décidés à riposter par la mise en place d’une production de films contestataires : documents et fictions, et par une diffusion de ces œuvres et de bandes similaires, en parallèle aux circuits officiels, pour divulguer toute vérité capable d’éclairer le peuple.
Cette entreprise démarrait avec succès quand la guerre l’anéantit. Il faut noter au passage que le Cinéma du Peuple procédait du Théâtre du Peuple, dont l’un des principaux animateurs était Henri Antoine, fils d’André, militant libertaire repéré par la police.
La presse anarchiste (en particulier Le Libertaire) appuya toujours l’action d’André Antoine. Il en fut de même pour ce Germinal qui rompait avec l'opportunisme, et que soutint L’Humanité de Jaurès » (Ph. Esnault, Antoine cinéaste, 2008).
Le manuscrit, achevé, du Cinéma du peuple, lui a été dérobé.